# لوحة الرسم
Sketchpad، المعروف أيضًا باسم Robot Draftsman، برنامج كمبيوتر رائد كتبه إيفان ساذرلاند في عام 1963 كجزء من أطروحته للدكتوراه الخاصة به. وقد نال ساذرلاند بفضله جائزة تورينج في عام 1988 وجائزة كيوتو في عام 2012.
كان البرنامج ثوريًا في مجال التفاعل بين الإنسان والحاسوب (HCI)، ويُعتبر السلف لبرامج االتصميم بمساعدة الكمبيوتر (CAD) الحديثة، واختراقًا كبيرًا في تطوير االرسومات الحاسوبية بصفة عامة. على سبيل المثال، ألهم Sketchpad تطوير كل من واجهة المستخدم الرسومية (GUI) والبرمجة الموجهة للكائنات. من خلال هذا البرنامج، أظهر ساذرلاند أن الرسومات الحاسوبية يمكن استخدامها لأغراض فنية وتقنية ، بالإضافة إلى تقديم طريقة جديدة للتفاعل بين الإنسان والحاسوب.

## تاريخ
للاطلاع على مناقشة أكثر تفصيلاً حول تطور واجهة المستخدم الرسومية (GUI)، يُرجى مراجعة <b>تاريخ واجهة المستخدم الرسومية</b> .

## برمجة

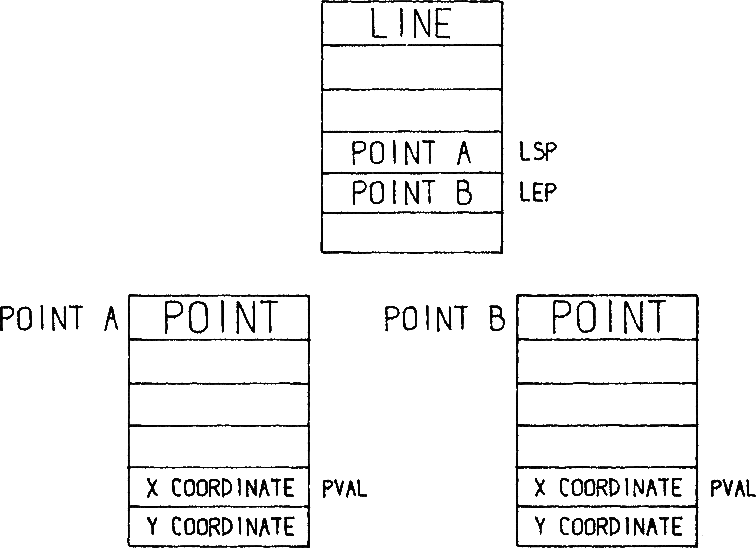
تتكون البيانات الهندسية أو "عنصر مكون من N" للخط المستقيم من عناوين لعنصرين مكونين من N آخرين يمثلان نقاط النهاية للخط، والتي تحتوي كل منها على إحداثيات X وY.

للاطلاع على مناقشة أكثر تفصيلاً حول تطور واجهة المستخدم الرسومية (GUI)، يُرجى مراجعة تاريخ واجهة مستخدم رسومية.
لقد كانت الطريقة الذكية التي نظم بها برنامج Sketchpad بياناته الهندسيةرائدة في استخدام الكائنات الرئيسية والأحداث (النسخ) في مجال الحوسبة، وكانت بمثابة إشارة مبكرة إلى مفهوم البرمجة الموجهة للكائنات . تمثلت الفكرة الأساسية في إمكانية إنشاء رسومات رئيسية يمكن استنساخها إلى عدة نسخ متكررة. وعند تعديل الرسم الرئيسي، تتغير جميع هذه النسخ التابعة تلقائيًا.
<b>القيود</b> الهندسية اختراعًا رئيسيًا آخر في Sketchpad، حيث سمحت للمستخدم بتقييد الخصائص الهندسية في الرسم بسهولة. على سبيل المثال، كان بالإمكان تثبيت طول خط معين أو الزاوية بين خطين.
وكما أشارت إحدى المجلات التجارية، فإن ساذرلاند "فتح آفاقًا جديدة في مجال النمذجة الحاسوبية ثلاثية الأبعاد والمحاكاة البصرية، والتي شكلت الأساس لـالرسومات الحاسوبية والتصميم بمساعدة الحاسوب/التصنيع بمساعدة الحاسوب (CAD/CAM)". قلة قليلة من البرامج يمكن اعتبارها سابقة لإنجازاته.يُطلق على باتريك جيه هانراتي أحيانًا لقب "أبو التصميم بمساعدة الحاسوب/التصنيع بمساعدة الحاسوب"، حيث كتب لغة PRONTO للتحكم رقمية في شركة جنرال إلكتريك عام 1957، وبرنامج التصميم بمساعدة الحاسوب أثناء عمله في جنرال موتورز بدءًا من عام 1961. ذكر ساذرلاند في أطروحته أن بولت وبيرانيك ونيومان كان لديهم "برنامج مماثل"، كما تم تطوير برنامج T-Square بواسطة بيتر سامسون وواحد أو أكثر من زملائه الطلاب في معهد ماساتشوستس للتكنولوجيا عام 1962، وكلاهما كان مخصصًا لجهاز PDP-1.
يحتوي متحف تاريخ الكمبيوتر على قوائم برامج Sketchpad.

## الأجهزة
برنامج Sketchpad عمل على جهاز كمبيوتر
MIT Lincoln Laboratory TX-2 (1958) (موديل 1958) في معهد ماساتشوستس للتكنولوجيا (MIT). هذا الجهاز كان يمتلك ذاكرة بحجم 64 ألف كلمة، كل كلمة مكونة من 36 بت . كان بإمكان المستخدم الرسم على شاشة الكمبيوتر باستخدام قلم الضوء الذي اُخترع حديثًا آنذاك. يقوم القلم بنقل معلومات حول موقعه عن طريق حساب الوقت الذي يستغرقه لاكتشاف الضوء المنبعث من شاشة أنبوب أشعة الكاثود الماسحة.
لتحديد الموضع الأولي لقلم الضوء، كانت كلمة INK تُعرض على الشاشة. عند النقر عليها، يُشغّل البرنامج علامة بيضاء تواصل تتبع حركة القلم بناءً على موقعه السابق. من بين 36 بت المخصصة لتخزين كل نقطة عرض في ملف العرض، كانت 20 بت تُستخدم لتحديد إحداثيات النقطة لنظام العرض، بينما الـ 16 بت المتبقية كانت تُشير إلى عنوان عنصر المكون المسؤول عن إضافة تلك النقطة إلى العرض.
كان جهاز TX-2 عبارة عن جهاز تجريبي، وكانت مكوناته تتغير بشكل متكرر، حتى أن ساذرلاند ذكر أنها كانت تتغير "يوم الأربعاء". بحلول عام 1975، أُزيل كل من قلم قلم الضوء وأنبوب أشعة الكاثود الذي كان يُستخدم معه.

## المنشورات
م كان برنامج Sketchpad جزءًا لا يتجزأ من أطروحة الدكتوراه التي قدمها سوثرلاند في معهد ماساتشوستس للتكنولوجيا، وكان مرتبطًا بشكل غير مباشر بمشروع التصميم بمساعدة الكمبيوتر في ذلك الوقت. وقد حملت أطروحته عنوان: Sketchpad: نظام اتصال رسومي بين الإنسان والآلة.

## فهرس
- Coons، Steven (1964). Fitch، John (المحرر). "Computer Sketchpad" (episode). Science Reporter. مؤرشف من الأصل في 2016-03-05. Explains basic Sketchpad principles.
- Kay, Alan (16 Jul 2007). Sketchpad, by Dr. Ivan Sutherland with comments by Alan Kay (video) (بالإنجليزية). Palo Alto, California: Xerox PARC. Archived (Flash) from the original on 2009-12-18. Retrieved 2025-04-25 – via David Carroll; يوتيوب. Archive 2: Ghostarchive
- Kay، Alan (1987). "Pt 1". Doing with Images Makes Symbols (video presentation). University Video Communications – عبر Archive.
- Kay, Alan (21 Feb 2024).  Written at London, England. Alan Kay's talk at UCLA 2024 February 21st (video) (بالإنجليزية). Los Angeles, California: Yoshiki Ohshima (大島芳樹).  Kay narates Sketchpad operation at 44:15–51:46. Retrieved 2025-04-24 – via يوتيوب.
- Müller-Prove، Matthias. "Graphical User Interface of Sketchpad". ألمانيا: MProve. مؤرشف من الأصل في 2016-11-26.
- Sutherland، Ivan Edward (1980). Sketchpad: A Man-Machine Graphical Communication System (PhD thesis). New York: Garland Publishers. ISBN:0-8240-4411-8.
- Sutherland، Ivan Edward. Sketchpad: A man-machine graphical communication system (PDF) (PhD thesis). UK: CAM. Technical Report No. 574. مؤرشف من الأصل (PDF) في 2025-04-30.
- Sutherland، Ivan Edward. "Sketchpad: A Man-Machine Graphical Communication System". AFIPS conference proceedings (PhD thesis). PL: ACI. مؤرشف من الأصل في 2005-04-22.
- Yares، Evan (فبراير 2013). "50 Years of CAD". Design World: 66–71. مؤرشف من الأصل في 2024-11-18.

## روابط خارجية
- Fitch, John; Coons, Steven; Johnson, Timothy (1964). Computer Sketchpad [Ivan Sutherland – Sketchpad Demo (1/2)] (video) (بالإنجليزية). ليكسينغتون (ماساتشوستس): مختبر لينكولن. Archived from the original on 2024-12-27. Retrieved 2025-01-06 – via جمعية آلات الحوسبة.
- Fitch, John; Johnson, Timothy; Roberts, Lawrence (1964). Computer Sketchpad [Ivan Sutherland – Sketchpad Demo (2/2)] (video) (بالإنجليزية). ليكسينغتون (ماساتشوستس): مختبر لينكولن. Archived from the original on 2023-03-06. Retrieved 2025-01-06 – via جمعية آلات الحوسبة.
- Sutherland، Ivan Edward (30 يناير 1963). Sketchpad: A Man-Machine Graphical Communication System (PDF) (Report). Lincoln Laboratory, Massachusetts Institute of Technology. Technical Report No. 296. مؤرشف من الأصل في 2013-04-08. اطلع عليه بتاريخ 2007-11-03 – عبر Defense Technical Information Center.{{استشهاد بتقرير}}:  صيانة الاستشهاد: مسار غير صالح (link)